# Voleibol nos Jogos Europeus de 2015
As competições de voleibol nos Jogos Europeus de 2015 foram disputadas na Baku Crystal Hall, em Baku entre 13 e 28 de junho. Foram disputadas duas modalidades. 

## Calendário
| Junho    | 12 | 13 | 14 | 15 | 16 | 17 | 18 | 19 | 20 | 21 | 22 | 23 | 24 | 25 | 26 | 27 | 28 |
| -------- | -- | -- | -- | -- | -- | -- | -- | -- | -- | -- | -- | -- | -- | -- | -- | -- | -- |
| Voleibol |    |    |    |    |    |    |    |    |    |    |    |    |    |    |    | 1  | 1  |

|  | Dia de competição |  | Dia de final |

## Qualificação
Cada evento contou com 12 equipes inscritas. A qualificação para o vôlei de quadra para os Jogos Europeus de 2015 foi baseada em classificações europeias divulgadas em 1 de janeiro de 2015, com base nas participações do ranking da CEV / Euro Liga. Como anfitrião, o Azerbaijão tem direito a disputar ambos os eventos, e as nações inscritas terão direito a uma equipe de 14 jogadores em cada evento. 

## Medalhistas
| Evento             | Ouro | Prata | Bronze |
| ------------------ | --- | --- | --- |
| Masculino detalhes | GER Alemanha Christian Fromm Sebastian Kühner Denis Kaliberda Marcus Böhme Jochen Schöps (capitão) Lukas Kampa Ferdinand Tille Tom Strohbach Tim Broshog Jan Zimmermann Michael Andrei Björn Höhne Matthias Pompe Falko Steinke               | BUL Bulgária Georgi Bratoev Rozalin Penchev Martin Bozhilov Svetoslav Gotsev Velizar Chernokozhev Branimir Grozdanov Dobromir Dimitrov Valentin Bratoev Jani Jeliazkov Todor Aleksiev (capitão) Nikolay Nikolov Borislav Apostolov Ventsislav Ragin Petar Karakashev   | RUS Rússia Ilia Vlasov Dmitry Kovalev (capitão) Ivan Demakov Igor Kobzar Alexander Markin Igor Filippov Alexey Kabeshov Alexander Kimerov Dmitrii Volkov Victor Poletaev Maksim Zhigalov Egor Kliuka Sergey Nikitin Roman Bragin   |
| Feminino detalhes  | TUR Turquia Çağla Akın Kübra Akman Seda Aslanyürek Naz Aydemir Dicle Nur Babat Büşra Cansu Merve Dalbeler Meliha İsmailoğlu Aslı Kalaç Gizem Güreşen Karadayı Güldeniz Önal Paşalıoğlu (Capitã) Neriman Özsoy Polen Uslupehlivan Gözde Yılmaz | POL Polônia Anna Werblińska Maja Tokarska Izabela Bełcik (capitã) Agnieszka Kąkolewska Agnieszka Bednarek-Kasza Anna Miros Katarzyna Zaroślińska Agata Sawicka Daria Paszek Sylwia Pycia Agata Durajczyk Joanna Wołosz Natalia Kurnikowska Katarzyna Skowrońska-Dolata | SRB Sérvia Maja Savić Marta Drpa Bojana Živković Mina Popović Tijana Malešević Brižitka Molnar Brankica Mihajlović Jelena Nikolić (capitã) Ana Bjelica Jovana Stevanović Milena Rašić Silvija Popović Slađana Mirković Bianka Buša |

## Quadro de medalhas
O quadro de medalhas foi publicado. 
| Ordem | País         | Medalha de ouro | Medalha de prata | Medalha de bronze |   |
| ----- | ------------ | --------------- | ---------------- | ----------------- | - |
| 1     | GER Alemanha | 1               |                  |                   | 1 |
|       | TUR Turquia  | 1               |                  |                   | 1 |
| 3     | POL Polônia  |                 | 1                |                   | 1 |
|       | BUL Bulgária |                 | 1                |                   | 1 |
| 5     | RUS Rússia   |                 |                  | 1                 | 1 |
|       | SRB Sérvia   |                 |                  | 1                 | 1 |
| TOTAL | TOTAL        | 2               | 2                | 2                 | 6 |